# Lill-Otern
Lill-Otern är en sjö i Sundsvalls kommun i Medelpad och ingår i Ljungans huvudavrinningsområde. Sjön är 5,3 meter djup, har en yta på 0,4 kvadratkilometer och är belägen 221,9 meter över havet. Sjön avvattnas av vattendraget Skravelån. Vid provfiske har abborre, gers, gädda och mört fångats i sjön.

## Delavrinningsområde
Lill-Otern ingår i det delavrinningsområde (694874-154637) som SMHI kallar för Utloppet av Lill-Ottern. Medelhöjden är 225 meter över havet och ytan är 1,56 kvadratkilometer. Räknas de 6 avrinningsområdena uppströms in blir den ackumulerade arean 35,42 kvadratkilometer. Skravelån som avvattnar avrinningsområdet har biflödesordning 3, vilket innebär att vattnet flödar genom totalt 3 vattendrag innan det når havet efter 119 kilometer. Avrinningsområdet består mestadels av skog (67 procent). Avrinningsområdet har 0,39 kvadratkilometer vattenytor vilket ger det en sjöprocent på 25,2 procent.